# Diplazium ingens
Diplazium ingens är en majbräkenväxtart som beskrevs av Hermann Christ.
Diplazium ingens ingår i släktet Diplazium och familjen Athyriaceae. Inga underarter finns listade i Catalogue of Life.